# Bobby Baccalieri
Robert "Bobby Bacala" Baccalieri, Jr. fiktivni je lik iz HBO-ove televizijske serije Obitelj Soprano kojeg je glumio Steve R. Schirripa. On je bio kapetan i kasnije podšef zločinačke obitelji DiMeo, ali i šurjak Tonyja Soprana. Prije toga bio je osobni pomoćnik Corrada "Juniora" Soprana.

## Životopis
Bobby je sin Bobbyja Baccalierija, Sr., mafijaša koji se predstavljao kao brijač. Bobbyjev otac vratio se iz mirovine radi posljednjeg posla prije svoje smrti od raka pluća, što je iznimno potreslo njegova sina. Prije nego što se pridružio ekipi Juniora Soprana, Bobby je sve do 1986. bio glavni konobar. U nekom je trenutku postao član mafije, iako nikoga nije ubio; to je vjerojatno sredio njegov otac. Baccalieri se dosta razlikuje od ostalih muškaraca iz zločinačke obitelji Soprano. On je tih, gotovo sramežljiv, drag i mirne naravi; te su ga osobine učinile simpatičnim, ali ne i vrijednim poštovanja.
Bobby je vodio kamatarske poslove Juniora Soprana te služio kao Juniorov pomoćnik kad je ovaj završio u kućnom pritvoru zbog optužbi za reketarenje. Junior ga je kasnije, u kasnoj fazi svoga suđenja, nagradio pozicijom voditelja kamatarskih operacija. Bobby je postao kapetan kad je Junior naredio Murfu Lupou da odstupi u epizodi "For All Debts Public and Private".
Bobby je sve do njezine smrti bio u braku s Karen Baccalieri, a zajedno su imali dvoje djece, Bobbyja III. i Sophiu. Bio iznimno odan svojoj supruzi te jedini mafijaš u ekipi Soprano koji nije imao ljubavnicu. Međutim, Karen pogiba u prometnoj nesreći, što najteže pada upravo Bobbyju. Nakon Karenine smrti, Janice Soprano, zajedno s nekoliko drugih žena, aktivno je pomogala Bobbyju, ali i pokušavala započeti vezu s njim. Kad se njegovo tugovanje nastavilo, Janice otišla toliko daleko da je preko interneta uplašila njegovu djecu kako bi im se kasnije približila i odigrala zamjensku majku. Usprkos Bobbyjevu prvotnom oklijevanju, par se ubrzo vjenčao i dobio kćer, Domenicu. Bobby je ostao nesvjestan makinacija svoje supruge s početka njihove veze.
Kao jedan od kapetana u obitelji DiMeo, Baccalieri se našao na meti njujorške mafije predvođene
Philom Leotardom koji je naredio ubojstvo njega, Silvia Dantea i Tonyja Soprana. Baccalierija su u trgovini s modelima mini-vlakova ubia dvojica njujorških plaćenika.

## Ubojstva koja je počinio Baccalieri
- Rene LeCours: ubijen kako bi se zadovoljio šurjak jednog od Tonyjevih suradnika kvebečkih suradnika i spuste cijene farmaceutskog reketa.

## Vanjske poveznice
- Profil Bobbyja Bacale Baccalierija na hbo.com  Arhivirana inačica izvorne stranice od 23. kolovoza 2009. (Wayback Machine)
- Bobby Baccalieri u internetskoj bazi filmova IMDb-u